# 怨霊

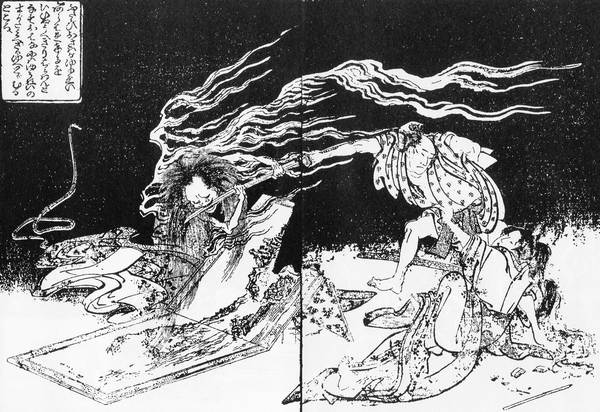
葛飾北斎画『近世怪談霜夜星』に登場する怨霊（左）

怨霊（おんりょう）は、自分が受けた仕打ちに恨みを持ち、たたりなどをする霊（死霊または生霊）のこと。悪霊の一種ともされる。御霊（ごりょう）とも。

## 概要
生きている人間や社会に対して災いを与える人間の霊魂が、古くから怨霊として恐れられて来た。怨霊として活動する霊魂は、憎しみや恨みを持った非業の死を遂げた人間、あるいは憎しみや怨みを持つ生きた人間の生霊（いきりょう）であるとされる。
鎮めらるべき存在として怨霊を祭祀することによって、怨霊の力で災いをしりぞけるという行為が古代から中世までの日本の社会では、しばしば行われて来た。
近世以降は、事件や事故によって亡くなった結果、この世に怨念を抱き成仏することの出来ない霊魂が、恨みの矛先である相手に危害を加えるような存在を怨霊として語ることが増えていった。そのような霊魂を主題にした寺社での物語的な法話や、講談や芝居で怨霊の物語は盛んに取り上げられた。

### 怨念
怨念（おんねん）とは、祟りなどを及ぼすとされる思念や情念を指す。妄執（もうしゅう）とも。

## 歴史
古くは、菅原道真や平将門、崇徳天皇など、政争や戦乱にまつわる皇族・貴族・武士などの怨霊が、伝説や物語として広く語られて来た。歴史上の人物の怨霊は御霊神として神社や寺院に祀られることがつねであった。御霊信仰や祟り神も参照。
平安時代以前の怨霊とみられるものとしては、大和政権が征服を進める際に敵方の霊を弔ったという隼人塚がある。
- 井上内親王（井上皇后）、他戸親王、早良親王（崇道天皇）（奈良時代末〜平安時代） - 桓武天皇により奈良や京都などの御霊神社に祀られる。
- 菅原道真（天満大自在天神／天神）（平安時代前期） - 日本三大怨霊の一人。天変地異や政敵への祟り（清涼殿落雷事件など）、日本国を滅ぼす怨霊神、日本太政威徳天として恐れられる。京都の北野天満宮や福岡の太宰府天満宮他、日本全国の天満宮に祀られる。
- 平将門（平安時代中期〜） - 日本三大怨霊の一人。首が胴を求めて飛び去った怪奇現象や、将門塚周辺で祟りが起こるとして恐れられる。築土神社（東京都千代田区）や神田明神（東京都千代田区）などに祀られる。
- 崇徳天皇（平安時代後期） - 日本三大怨霊の一人。「日本国の大魔縁となり、皇を取って民とし民を皇となさん」と述べ、貴族の世を終わらせて武士の世にしたと恐れられる。白峰宮（香川県坂出市）や白峯神宮（京都市上京区）に祀られる。
- 安徳天皇、平家一門（平安時代末〜鎌倉時代） - 怨霊を鎮めるため源頼朝により長門国赤間関（現在の山口県下関）に阿弥陀寺御影堂（安徳天皇社、現在の赤間神宮）が建てられる。
- 後鳥羽上皇（顕徳上皇）、順徳上皇（鎌倉時代初期） - 怨霊を鎮めるための今宮（新宮）が鶴岡八幡宮に創建される。また、後鳥羽上皇の遺勅により摂津国水無瀬（現在の大阪府島本町）の離宮跡に建立された御影堂（のちの水無瀬宮）に、土御門上皇と順徳上皇が明治時代に合祀されて、現在の水無瀬神宮となる。
- 後醍醐天皇（鎌倉時代末〜室町時代）- 怨霊化を恐れた足利尊氏が菩提を弔うために京都嵯峨野に天龍寺を造営し、また全国に安国寺利生塔を建立、設置した。

鎌倉時代から戦国時代にかけて、各地で起こった兵乱や飢饉・疫病によって生じた大量の死者に対する供養の多くは、各地を移動する仏教の僧たちによって行われていたが、その際に執行された大念仏などは、大量に生じた死者たちの怨霊たちを鎮めるためのものであった。
江戸時代には、男女の仲に起因した因果話が多く語られるようにもなり、累（かさね）の怨霊を祐天上人が鎮めたという内容を説いた『死霊解脱物語』や、田宮家の妻のお岩にまつわる事件としてまとめられた『四谷雑談集』などが語り物・読物として普及していった。また、それらをもとにした芝居も数多くつくられており、狂言作者の鶴屋南北が『四谷雑談集』を脚色した「東海道四谷怪談」などが挙げられる。
明治時代から第二次世界大戦終戦直後に東京で起きたとされる、大蔵省庁舎内およびその跡地における平将門の首塚の移転などにまつわる数々の祟りなど、伝承されてきた怨霊に関する風聞が広まったこともあった。

## 民俗学的背景
日本の各時代や地域によっても「死者は聖なる存在」、「死者は忌み嫌うべき存在」、「自然死以外は、悪霊化し、生者に祟る」など様々な見解がとられていたといわれている。「江戸時代に至ってもなお、庶民は一般的に怨霊に対する畏怖感、恐怖感を抱いていた」という民俗学上の分析もある。上に挙げた死者の霊は両義的側面を持っていることが分かるが、怨霊と反対に祝い祀られているのが祖霊である。また民俗学と全く関係ないわけでもないが哲学者の梅原猛は日本史を怨霊鎮めの観点から捉えた「怨霊史観」で著名である。
インドの仏教では人は7日に1度ずつ7回の転生の機会があり、例外なく49日以内に全員が転生すると考えられているために霊魂と言う特定の概念がちがうが、日本では神仏習合のため、日本の仏教では霊を認める宗派もある。

## 海外の怨霊
- レムレース - ローマ神話に登場する怨霊
- 女鬼 - 中国の赤い服（復讐の色）を着て自殺した幽霊。
- 冤鬼 - 中国の無実の罪で死んだものの霊。
- ブラッディ・マリー (伝承)
- ダフィー（英語版） - カリブの悪霊。
- シュクデン - チベットの僧侶の怨霊。